# Natação no Campeonato Mundial de Esportes Aquáticos de 2009
Os eventos da natação no Campeonato Mundial de Esportes Aquáticos de 2009 ocorreram entre 26 de julho e 2 de agosto no Foro Italico.
O Mundial de 2009 se destacou pela imensa quantidade de recordes mundiais batidos (43), devido aos super-trajes de poliuretano que foram usados em 2008 e 2009 e depois banidos, pois davam uma ligeira vantagem na flutuação, melhorando levemente o rendimento dos nadadores. Em algumas provas, os recordes mundiais foram batidos mais de uma vez na mesma competição. Alguns recordes deste mundial demoraram mais de 10 anos para serem quebrados. 

## Calendário
| Julho/Agosto | 17 | 18 | 19 | 20 | 21 | 22 | 23 | 24 | 25 | 26 | 27 | 28 | 29 | 30 | 31 | 1 | 2 | T  |
| ------------ | -- | -- | -- | -- | -- | -- | -- | -- | -- | -- | -- | -- | -- | -- | -- | - | - | -- |
| Natação      |    |    |    |    |    |    |    |    |    | 4  | 4  | 5  | 4  | 5  | 5  | 6 | 7 | 40 |

## Eventos
| Prova                    | Eliminatórias | Semifinal | Final    |
| ------------------------ | ------------- | --------- | -------- |
| 50m livre masculino      | 31/julho      | 31/julho  | 1/agosto |
| 50m livre feminino       | 1/agosto      | 1/agosto  | 2/agosto |
| 100m livre masculino     | 29/julho      | 29/julho  | 30/julho |
| 100m livre feminino      | 30/julho      | 30/julho  | 31/julho |
| 200m livre masculino     | 27/julho      | 27/julho  | 28/julho |
| 200m livre feminino      | 28/julho      | 28/julho  | 29/julho |
| 400m livre masculino     | 26/julho      | -         | 26/julho |
| 400m livre feminino      | 26/julho      | -         | 26/julho |
| 800m livre masculino     | 28/julho      | -         | 29/julho |
| 800m livre feminino      | 31/julho      | -         | 1/agosto |
| 1500m livre masculino    | 1/agosto      | -         | 2/agosto |
| 1500m livre feminino     | 27/julho      | -         | 28/julho |
| 50m costas masculino     | 1/agosto      | 1/agosto  | 2/agosto |
| 50m costas feminino      | 29/julho      | 29/julho  | 30/julho |
| 100m costas masculino    | 27/julho      | 27/julho  | 28/julho |
| 100m costas feminino     | 27/julho      | 27/julho  | 28/julho |
| 200m costas masculino    | 30/julho      | 30/julho  | 31/julho |
| 200m costas feminino     | 31/julho      | 31/julho  | 1/agosto |
| 50m peito masculino      | 28/julho      | 28/julho  | 29/julho |
| 50m peito feminino       | 1/agosto      | 1/agosto  | 2/agosto |
| 100m peito masculino     | 26/julho      | 26/julho  | 27/julho |
| 100m peito feminino      | 27/julho      | 27/julho  | 28/julho |
| 200m peito masculino     | 30/julho      | 30/julho  | 31/julho |
| 200m peito feminino      | 30/julho      | 30/julho  | 31/julho |
| 50m borboleta masculino  | 26/julho      | 26/julho  | 27/julho |
| 50m borboleta feminino   | 31/julho      | 31/julho  | 1/agosto |
| 100m borboleta masculino | 31/julho      | 31/julho  | 1/agosto |
| 100m borboleta feminino  | 26/julho      | 26/julho  | 27/julho |
| 200m borboleta masculino | 28/julho      | 28/julho  | 29/julho |
| 200m borboleta feminino  | 29/julho      | 29/julho  | 30/julho |
| 200m medley masculino    | 29/julho      | 29/julho  | 30/julho |
| 200m medley feminino     | 26/julho      | 26/julho  | 27/julho |
| 400m medley masculino    | 2/agosto      | -         | 2/agosto |
| 400m medley feminino     | 2/agosto      | -         | 2/agosto |
| 4x100m livre masculino   | 26/julho      | -         | 26/julho |
| 4x100m livre feminino    | 26/julho      | -         | 26/julho |
| 4x200m livre masculino   | 31/julho      | -         | 31/julho |
| 4x200m livre feminino    | 30/julho      | -         | 30/julho |
| 4x100m medley masculino  | 2/agosto      | -         | 2/agosto |
| 4x100m medley feminino   | 1/agosto      | -         | 1/agosto |

## Quadro de medalhas
| Ordem | País           |    |    |    |     |
| 1     | Estados Unidos | 10 | 6  | 6  | 22  |
| 2     | Alemanha       | 4  | 4  | 1  | 9   |
| 3     | China          | 4  | 2  | 4  | 10  |
| 4     | Austrália      | 3  | 4  | 9  | 16  |
| 5     | Itália         | 3  |    | 1  | 4   |
| 6     | Grã-Bretanha   | 2  | 3  | 2  | 7   |
| 7     | Hungria        | 2  | 1  | 3  | 6   |
| 8     | Sérvia         | 2  | 1  |    | 3   |
| 8     | Brasil         | 2  | 1  |    | 3   |
| 10    | Rússia         | 1  | 5  | 1  | 7   |
| 11    | Japão          | 1  | 2  | 1  | 4   |
| 12    | Tunísia        | 1  | 2  |    | 3   |
| 13    | Dinamarca      | 1  | 1  |    | 2   |
| 13    | Suécia         | 1  | 1  |    | 2   |
| 13    | Zimbabwe       | 1  | 1  |    | 2   |
| 16    | África do Sul  | 1  |    | 2  | 3   |
| 17    | Países Baixos  | 1  |    | 1  | 2   |
| 18    | França         |    | 3  | 3  | 6   |
| 19    | Canadá         |    | 2  | 1  | 3   |
| 20    | Polónia        |    | 1  |    | 1   |
| 21    | Espanha        |    |    | 3  | 3   |
| 22    | Áustria        |    |    | 1  | 1   |
| 22    | Lituânia       |    |    | 1  | 1   |
| 22    | Noruega        |    |    | 1  | 1   |
| 22    | Roménia        |    |    | 1  | 1   |
| TOTAL | TOTAL          | 40 | 40 | 42 | 122 |

## Medalhistas
Masculino
| Evento                  | Ouro | Ouro     | Prata | Prata    | Bronze | Bronze   |
| 50m livre detalhes      | BRA César Cielo | 21.08 ,  | FRA Frederick Bousquet | 21.21    | FRA Amaury Leveaux | 21.25    |
| 100m livre detalhes     | BRA César Cielo | 46.91    | FRA Alain Bernard | 47.12    | FRA Frederick Bousquet | 47.25    |
| 200m livre detalhes     | GER Paul Biedermann | 1:42.00  | USA Michael Phelps | 1:43.22  | RUS Danila Izotov | 1:43.90  |
| 400m livre detalhes     | [[Ficheiro:{{country_flag_IOC_alias_Paul Biedermann\|}}\|22x20px\|border\|{{country_IOC_alias_Paul Biedermann}}]]Paul Biedermann GER | 3:40.07  | [[Ficheiro:{{country_flag_IOC_alias_Oussama Mellouli\|}}\|22x20px\|border\|{{country_IOC_alias_Oussama Mellouli}}]]Oussama Mellouli TUN | 3:41.11  | [[Ficheiro:{{country_flag_IOC_alias_Zhang Lin\|}}\|22x20px\|border\|{{country_IOC_alias_Zhang Lin}}]]Zhang Lin CHN                                     | 3:41.35  |
| 800m livre detalhes     | CHN Zhang Lin | 7:32.12  | TUN Oussama Mellouli | 7:35.27  | CAN Ryan Cochrane | 7:41.92  |
| 1500m livre detalhes    | TUN Oussama Mellouli | 14:37.28 | CAN Ryan Cochrane | 14:41.38 | CHN Yang Sun | 14:46.84 |
| 50m costas detalhes     | GBR Liam Tancock | 24.04    | JPN Junya Koga | 24.24    | RSA Gerhard Zandberg | 24.34    |
| 100m costas detalhes    | JPN Junya Koga | 52.26    | GER Helge Meeuw | 52.54    | ESP Aschwin Wildeboer | 52.64    |
| 200m costas detalhes    | USA Aaron Peirsol | 1:51.92  | JPN Ryosuke Irie | 1:52.51  | USA Ryan Lochte | 1:53.82  |
| 50m peito detalhes      | RSA Cameron van der Burgh | 26.67    | BRA Felipe França | 26.76    | USA Mark Gangloff | 26.86    |
| 100m peito detalhes     | [[Ficheiro:{{country_flag_IOC_alias_Brenton Rickard\|}}\|22x20px\|border\|{{country_IOC_alias_Brenton Rickard}}]]Brenton Rickard AUS | 58.58    | [[Ficheiro:{{country_flag_IOC_alias_Hugues Duboscq\|}}\|22x20px\|border\|{{country_IOC_alias_Hugues Duboscq}}]]Hugues Duboscq FRA       | 58.64    | [[Ficheiro:{{country_flag_IOC_alias_Cameron van der Burgh\|}}\|22x20px\|border\|{{country_IOC_alias_Cameron van der Burgh}}]]Cameron van der Burgh RSA | 58.95    |
| 200m peito detalhes     | HUN Dániel Gyurta | 2:07.64  | USA Eric Shanteau | 2:07.65  | LTU Giedrius Titenis AUS Christian Sprenger | 2:07.80  |
| 50m borboleta detalhes  | [[Ficheiro:{{country_flag_IOC_alias_Milorad Čavić\|}}\|22x20px\|border\|{{country_IOC_alias_Milorad Čavić}}]]Milorad Čavić SRB       | 22.67    | [[Ficheiro:{{country_flag_IOC_alias_Matt Targett\|}}\|22x20px\|border\|{{country_IOC_alias_Matt Targett}}]]Matt Targett AUS             | 22.73    | [[Ficheiro:{{country_flag_IOC_alias_Rafael Muñoz\|}}\|22x20px\|border\|{{country_IOC_alias_Rafael Muñoz}}]]Rafael Muñoz ESP                            | 22.88    |
| 100m borboleta detalhes | USA Michael Phelps | 49.82    | SRB Milorad Čavić | 49.95    | ESP Rafael Muñoz | 50.41    |
| 200m borboleta detalhes | USA Michael Phelps | 1:51.51  | POL Pawel Korzeniowski | 1:53.23  | JPN Takeshi Matsuda | 1:53.32  |
| 200m medley detalhes    | USA Ryan Lochte | 1:54.10  | HUN Laszlo Cseh | 1:55.24  | USA Eric Shanteau | 1:55.36  |
| 400m medley detalhes    | USA Ryan Lochte | 4:07.01  | USA Scott Tyler Clary | 4:07.31  | HUN Laszlo Cseh | 4:07.37  |
| 4x100m livre detalhes   | USA Estados Unidos Michael Phelps Ryan Lochte Matt Grevers Nathan Adrian Garrett Weber-Gale Ricky Berens Cullen Jones                | 3:09.21  | RUS Rússia Evgeniy Lagunov Andrey Grechin Danila Izotov Alexander Sukhorukov Nikita Konovalov                                           | 3:09.52  | FRA França Fabien Gilot Alain Bernard Gregory Mallet Frederick Bousquet Amaury Leveaux William Meynard                                                 | 3:09.89  |
| 4x200m livre detalhes   | USA Estados Unidos Michael Phelps Ricky Berens Davis Walters Ryan Lochte Daniel Madwed Peter Vanderkaay                              | 6:58.55  | RUS Rússia Nikita Lobintsev Michail Polishuk Danila Izotov Alexander Sukhorukov Evgeniy Lagunov Sergei Perunin                          | 6:59.15  | AUS Austrália Henrick Monk Robert Hurley Tommaso D'Orsogna Patrick Murphy Nicholas Frost Kirk Palmer                                                   | 7:01.65  |
| 4x100m medley detalhes  | USA Estados Unidos Aaron Peirsol Eric Shanteau Michael Phelps David Walters Mattew Grevers Mark Gangloff Tyler McGill Nathan Adrian  | 3:27.28  | GER Alemanha Helge Meeuw Hendrik Feldwehr Benjamin Starke Paul Biedermann                                                               | 3:28.58  | AUS Austrália Ashley Delaney Brenton Rickard Andrew Lauterstein Matthew Targett Christian Sprenger                                                     | 3:28.64  |

Feminino
| Evento                  | Ouro | Ouro     | Prata | Prata    | Bronze | Bronze   |
| 50m livre detalhes      | GER Britta Steffen | 23.73    | SWE Therese Alshammar | 23.88    | AUS Cate Campbell NED Marleen Veldhuis | 23.99    |
| 100m livre detalhes     | GER Britta Steffen | 52.07    | GBR Fran Halsall | 52.87    | AUS Lisbeth Trickett | 52.93    |
| 200m livre detalhes     | ITA Federica Pellegrini | 1:52.98  | USA Allison Schmitt | 1:54.96  | USA Dana Vollmer | 1:55.64  |
| 400m livre detalhes     | [[Ficheiro:{{country_flag_IOC_alias_Federica Pellegrini\|}}\|22x20px\|border\|{{country_IOC_alias_Federica Pellegrini}}]]Federica Pellegrini ITA | 3:59.15  | [[Ficheiro:{{country_flag_IOC_alias_Joanne Jackson\|}}\|22x20px\|border\|{{country_IOC_alias_Joanne Jackson}}]]Joanne Jackson GBR          | 4:00.60  | [[Ficheiro:{{country_flag_IOC_alias_Rebecca Adlington\|}}\|22x20px\|border\|{{country_IOC_alias_Rebecca Adlington}}]]Rebecca Adlington GBR | 4:00.79  |
| 800m livre detalhes     | DEN Lotte Friis | 8:15.92  | GBR Joanne Jackson | 8:16.66  | ITA Alessia Filippi | 8:17.21  |
| 1500m livre detalhes    | ITA Alessia Filippi | 15:44.93 | DEN Lotte Friis | 15:46.30 | ROU Camelia Potec | 15:55.63 |
| 50m costas detalhes     | CHN Jing Zhao | 27.06    | GER Daniela Samulski | 27.23    | CHN Chang Gao | 27.28    |
| 100m costas detalhes    | GBR Gemma Spofforth | 58.12    | RUS Anastasia Zuyeva | 58.18    | AUS Emily Seebohm | 58.88    |
| 200m costas detalhes    | ZIM Kirsty Coventry | 2:04.81  | RUS Anastasia Zueva | 2:04.94  | USA Elizabeth Beisel | 2:06.39  |
| 50m peito detalhes      | RUS Yuliya Efimova | 30.09    | USA Rebecca Soni | 30.11    | AUS Sarah Katsoulis | 30.16    |
| 100m peito detalhes     | USA Rebecca Soni | 1:04.93  | RUS Yuliya Efimova | 1:05.41  | USA Kasey Carlson | 1:05.75  |
| 200m peito detalhes     | SRB Nadja Higl | 2:21.62  | CAN Annamay Pierse | 2:21.84  | AUT Mirna Jukic | 2:21.87  |
| 50m borboleta detalhes  | AUS Marieke Guehrer | 25.48    | CHN Yafei Zhou | 25.57    | NOR Ingvild Snildal | 25.58    |
| 100m borboleta detalhes | [[Ficheiro:{{country_flag_IOC_alias_Sarah Sjöström\|}}\|22x20px\|border\|{{country_IOC_alias_Sarah Sjöström}}]]Sarah Sjöström SWE                | 56.06    | [[Ficheiro:{{country_flag_IOC_alias_Jessicah Schipper\|}}\|22x20px\|border\|{{country_IOC_alias_Jessicah Schipper}}]]Jessicah Schipper AUS | 56.23    | [[Ficheiro:{{country_flag_IOC_alias_Jiao Liuyang\|}}\|22x20px\|border\|{{country_IOC_alias_Jiao Liuyang}}]]Jiao Liuyang CHN                | 56.86    |
| 200m borboleta detalhes | AUS Jessicah Schipper | 2:03.41  | CHN Zige Liu | 2:03.90  | HUN Katinka Hosszú | 2:04.28  |
| 200m medley detalhes    | [[Ficheiro:{{country_flag_IOC_alias_Ariana Kukors\|}}\|22x20px\|border\|{{country_IOC_alias_Ariana Kukors}}]]Ariana Kukors USA                   | 2:06.15  | [[Ficheiro:{{country_flag_IOC_alias_Stephanie Rice\|}}\|22x20px\|border\|{{country_IOC_alias_Stephanie Rice}}]]Stephanie Rice AUS          | 2:07.03  | [[Ficheiro:{{country_flag_IOC_alias_Katinka Hosszú\|}}\|22x20px\|border\|{{country_IOC_alias_Katinka Hosszú}}]]Katinka Hosszú HUN          | 2:07.46  |
| 400m medley detalhes    | HUN Katinka Hosszú | 4:30.31  | ZIM Kirsty Coventry | 4:32.12  | AUS Stephanie Rice | 4:32.29  |
| 4x100m livre detalhes   | NED Países Baixos Inge Dekker Ranomi Kromowidjojo Femke Heemskerk Marleen Veldhuis Hinkelien Schreuder                                           | 3:31.72  | GER Alemanha Britta Steffen Daniela Samulski Petra Dallmann Daniela Schreiber                                                              | 3:31.83  | AUS Austrália Lisbeth Trickett Marieke Guehrer Shayne Reese Felicity Galvez Sally Foster Meagan Nay                                        | 3:33.01  |
| 4x200m livre detalhes   | CHN China Yu Yang Qian Wei Zhu Jing Liu Jiaying Pang                                                                                             | 7:42.08  | USA Estados Unidos Dana Vollmer Lacey Nymeyer Ariana Kukors Allison Schmitt Dagney Knutson Alyssa Anderson                                 | 7:42.56  | GBR Grã-Bretanha Joanne Jackson Jazmin Carlin Caitlin Mcclatchey Rebecca Adlington Hannah Miley                                            | 7:45.51  |
| 4x100m medley detalhes  | CHN China Jing Zhao Huijia Chen Liuyang Jiao Zhesi Li                                                                                            | 3:52.19  | AUS Austrália Emily Seebohm Sarah Katsoulis Jessicah Schipper Lisbeth Trickett Sally Foster Stephanie Rice Shayne Reese                    | 3:52.58  | GER Alemanha Daniela Samulski Sarah Poewe Annika Mehlhorn Britta Steffen                                                                   | 3:55.79  |

Legenda
| Recorde mundial       | Recorde mundial (World record)               |                       | Recorde africano                      | Recorde africano (African) |                                           | Q | Classificado por posição (Qualified) |
| Recorde do campeonato | Recorde do campeonato (Championship record)  | Recorde da América    | Recorde da América (Americas)         | q                          | Classificado por melhor tempo (Qualified) |   |                                      |
| Melhor marca do ano   | Melhor marca do ano (World leading)          | Recorde asiático      | Recorde asiático (Asian)              | DNS                        | Não largou (Did not start)                |   |                                      |
| Recorde nacional      | Recorde nacional (National record)           | Recorde europeu       | Recorde europeu (European)            | DNF                        | Não terminou (Did not finish)             |   |                                      |
| Recorde pessoal       | Recorde pessoal do atleta (Personal best)    | Recorde da Oceania    | Recorde da Oceania (Oceania)          | DSQ / DQ                   | Desclassificado (Disqualified)            |   |                                      |
| Recorde da temporada  | Recorde da temporada do atleta (Season best) | Recorde sul-americano | Recorde sul-americano (South America) | NM                         | Sem marca (No mark)                       |   |                                      |